# Källunga distrikt
Ej att förväxla med Källunge distrikt.
Källunga distrikt är ett distrikt i Herrljunga kommun och Västra Götalands län. 
Distriktet ligger öster om Herrljunga. 

## Tidigare administrativ tillhörighet
Distriktet inrättades 2016 och utgörs av socknen Källunga i Herrljunga kommun.
Området motsvarar den omfattning Källunga församling hade vid årsskiftet 1999/2000.